# Nachal Gachar
Nachal Gachar (hebrejsky: נחל גחר, arabsky: dolní tok Vádí el-Kusab, horní tok Vádí el-Dufle) je vádí v severním Izraeli.
Začíná v nadmořské výšce přes 200 metrů ve vysočině Ramat Menaše, nedaleko od východního okraje vesnice Ejn ha-Šofet. Směřuje pak k severu, zleva přijímá krátké vádí Nachal Zahora, přetíná lokální silnici 6953 a klesá po zalesněných svazích do zemědělsky využívaného Jizre'elského údolí, do kterého vstupuje na jižních svazích vrchu Har Gachar, cca 2 kilometry od vesnice Mišmar ha-Emek. Odtud potom vede k severu napříč centrální částí údolí, uměle napřímeným korytem. Jižně od vesnice Kfar Jehošua ústí zleva do řeky Kišon.